# Sonia I. Seneviratne
Sonia Isabelle Seneviratne (Lausana, 5 de junio de 1974) es una climatóloga suiza, profesora del Instituto de Ciencias Atmosféricas y Climáticas de la ETH de Zúrich y especialista en fenómenos climáticos extremos.

## Biografía
Sonia Seneviratne estudió Biología en la Universidad de Lausana y Ciencias Ambientales en el ETH Zúrich. En 2002, recibió un doctorado en Ciencias Atmosféricas y Climáticas del ETH Zúrich. Trabajó como investigadora postdoctoral en la estadounidense  Administración Nacional de Aeronáutica y el Espacio (NASA). Desde 2007, es profesora del Instituto de Ciencias Atmosféricas y Climáticas del ETH Zúrich.
Sonia Seneviratne es miembro del Grupo Intergubernamental de Expertos sobre el Cambio Climático (IPCC) y fue una de las principales autoras del Informe Especial sobre el Calentamiento Mundial de 1,5 °C (2018).
Sonia Seneviratne fue incluida en la lista de Thomson Reuters de 2015 de los científicos modernos más citados. Fue la autora principal de un artículo en 2014 en Nature Climate Change que no mostró ninguna pausa en el aumento de las temperaturas extremas de 1997 a 2012. Es miembro del comité de la Medalla Roger Revelle. En 2013, recibió la Medalla James B. Macelwane de la Unión Geofísica Americana y en 2014, recibió un Consolidator Grant del Consejo Europeo de Investigación. En 2020 ha sido propuesta para recibir la Medalla Hans Oeschger 2021 por la Unión Europea de Geociencias.